# Анне сосйоложік
Анне сосйоложік (фр. L'Année Sociologique — Соціологічний щорічник) — соціологічний журнал заснований у 1898 р. Емілем Дюркгаймом, який до кінця свого життя (1913), був його редактором. У журналі публікувалися роботи прихильників ідей Дюркгайма, огляди та рецензії літератури з соціальних наук.
Журнал складався з шести рубрик: загальна соціологія, соціологія релігії, юридична соціологія, соціологія моралі, соціальна морфологія, «різне». За життя Е. Дюркгейма вийшло дванадцять номерів журналу. З 1898 по 1907 р. він виходив щорічно, два останні випуски, які складалися тільки з рецензій, вийшли в 1910 і 1913 р. З 1908 р. випускалася книжкова серія «Праці соціологічного щорічника».
Видання L'Année Sociologique відновилося в 1925 р. Головним редактором став учень Дюркгайма, його племінник, французький соціолог Марсель Мосс, під редакцією якого вийшло два номери, на зміну якому приходять нерегулярні випуски «Соціологічних анналів» (1934—1942). З 1949 року й до сьогодні виходить третя серія журналу.
У журналі публікувалися статті Еміля Дюркгейма, Селестена Бугле, Марселя Мосса, Моріса Хальбвакс, Роберта Герца, Франсуа Сіміан, Анрі Юбера та інших.

## Останні числа
- 2009 — vol. 59 — 2 : Pour une sociologie politique du droit (2)
- 2009 — vol. 59 — 1 : Pour une sociologie politique du droit (1)
- 2008 — vol. 58 — 2 : Études
- 2008 — vol. 58 — 1 : La ville, catégorie de l'action
- 2007 — vol. 57 — 2 : Autour du droit : la sociologie de Jean Carbonnier
- 2007 — vol. 57 — 1 : L'abstraction en sociologie (2)
- 2006 — vol. 56 — 2 : L'abstraction en sociologie (1)
- 2006 — vol. 56 — 1 : In memoriam : Jean Cazeneuve (1915—2005)
- 2005 — vol. 55 — 2 : Sociologies économiques
- 2005 — vol. 55 — 1 : L'explication de l'action sociale : problèmes méthodologiques et prospectives de recherche
- 2004 — vol. 54 — 2 : Éthique et sociologie
- 2004 — vol. 54 — 1 : Mauss et les durkheimiens — Textes inédits